# Jan Krawczyk (policjant)
Jan Krawczyk (ur. 30 września 1898 w Czerminie, zm. w kwietniu 1940 w Kalininie) – przodownik Policji Państwowej, ofiara zbrodni katyńskiej.

## Życiorys
Urodził się w Czerminie, w ówczesnym powiecie mieleckim Królestwa Galicji i Lodomerii, w rodzinie Piotra i Józefy z Misiaków.
Służył w Legionach Polskich i Wojsku Polskim. 
Od 1 października do 9 grudnia 1914 służył w polu, w szeregach 1 Pułku Piechoty, a następnie w warsztatach pułkowych .
W 1921 wstąpił do Policji Państwowej. We wrześniu 1939, w stopniu przodownika, był komendantem Posterunku Policji w Rychcicach, w powiecie drohobyckim. Po 17 września 1939 został wzięty do niewoli sowieckiej i osadzony w obozie polskich jeńców wojennych w Ostaszkowie. Zamordowany przez NKWD w Kalininie na wiosnę 1940 i pochowany w Miednoje.
4 października 2007 pośmiertnie awansowany na stopień aspiranta Policji Państwowej.

## Ordery i odznaczenia
- Krzyż Niepodległości – 22 grudnia 1931 „za pracę w dziele odzyskania niepodległości”[6]
- Medal Dziesięciolecia Odzyskanej Niepodległości
- Krzyż Kampanii Wrześniowej 1939 r. – 1 stycznia 1986 (pośmiertnie)[7]